# Цертелев, Дмитрий Николаевич
Князь Дми́трий Никола́евич Це́ртелев  (1852, Пензенская губерния — 1911, Тамбовская губерния) — русский философ

, поэт, публицист, литературный критик конца XIX века — начала XX века.

## Происхождение
Родился 30 июня (12 июля) 1852 года в селе Смольково, Пензенской губернии в имении дяди, Петра Андреевича Бахметева. Его отец князь Николай Андреевич Цертелев был крупным деятелем образования, близким к славянофилам публицистом, писал стихи и был известен как этнограф: одним из первых он обратил внимание на украинскую народную поэзию. Мать — Варвара Семёновна Чулкова, дочь Александры Николаевны Бахметевой; через неё он приходился двоюродным племянником С. А. Бахметевой (жене А. К. Толстого).
Провел свои детские годы в Смольково; несколько лет воспитывался в Швейцарии.

## Образование
Среднее образование получил в 5-й московской гимназии, в которую поступил в 1866 году. Во время обучения в гимназии сдружился с философом Владимиром Соловьёвым и Писемским (много обещавшим сыном известного романиста). С В. С. Соловьёвым Цертелева связывала тесная дружба, упрочившаяся в Московском университете, где они учились одновременно (1870—1874 годы), хотя и на разных факультетах; Цертелев — на юридическом.
Затем Церетелев уехал за границу и долгое время провёл в Берлине, где слушал лекции немецких философов Гартмана и Гельмгольца. С Гартманом, последователем А. Шопенгауэра, Д. Н. Цертелев поддерживал дружеские отношения до кончины своего учителя. В течение ряда лет Цертелев вел с Э. Гартманом переписку по философским вопросам, а с возникновением в Москве журнала «Русское обозрение» пригласил его в число сотрудников.
Зиму 1875 года Цертелев провел в Египте и Италии, там он имел возможность непосредственно ознакомиться с культурой древнего Востока и европейского Возрождения. Своё образование Цертелев завершил в Лейпциге, где слушал лекции известных профессоров права и философии. В 1879 году он представил в Лейпцигский университет диссертацию на немецком языке «О теории познания Шопенгауэра», успешно защитил её и был удостоен степени доктора философии.
За время образования и путешествий он постоянно переписывался со своим дядей, А. К. Толстым, оказавшем огромное влияние на его мировоззрение и творчество.

## Философия
По возвращении в Россию Д. Н. Цертелев выступил с серией философских работ, развивавших идеалистические взгляды Шопенгауэра и Гартмана. С позиций философского идеализма и агностицизма оценивал он проблемы развития современной науки, права и нравственности. Его философско-религиозные идеи изложены в работах: «Границы религии, философии и естествознания» (1879), «Философия Шопенгауэра. Теория познания и метафизика» (1880), «Современный пессимизм в Германии. Очерк нравственной философии Шопенгауэра и Гартмана» (1885), «Спиритизм с точки зрения философии» (1885), «Эстетика Шопенгауэра» (1888), «Свобода и либерализм» (1888), «Нравственная философия графа Л. Н. Толстого» (1889).

## Публицистика
Как публицист он сотрудничал в «Русском вестнике», «Московских ведомостях», «Журнале Министерства народного просвещения» и других изданиях.
Дмитрий Николаевич стоял на позициях умеренного консерватизма, признавая возможность и необходимость политических свобод в обществе при условии незыблемости государственных устоев.
Свои стихотворения и общественно-литературные статьи он довольно часто печатал на страницах либеральных журналов — в «Вестнике Европы», «Русской мысли» и других. Недолгое время он был причастен к изданию журнала «Дело», а в 1890 году основал новый ежемесячный журнал «Русское обозрение», которым руководил на протяжении трех лет.

## Поэзия
Дебют Цертелева-поэта относится к 1875 году, когда в журнале «Русский вестник» было опубликовано первое его стихотворение. Поэтическая репутация Цертелева складывается в 80-е годы, после выхода первого сборника «Стихотворений» (СПб., 1883), посвященного памяти А. К. Толстого. В 1892 году вышел второй сборник его произведений, за который он был удостоен поощрительной пушкинской премией.
Оценивая этот сборник, А. А. Голенищев-Кутузов заключал: «Цертелев, как поэт, является в русской литературе прямым последователем и учеником графа А. К. Толстого. Подобно
своему учителю, князь Цертелев равнодушен к окружающей его русской современной жизни и вдохновляется почти исключительно событиями и героями времен давно минувших. Особенную склонность он питал к древнеарийским и буддийским преданиям и мифам, олицетворяющим религиозно-философское миросозерцание древнего Востока».
Большую часть сборника составляли поэтические переложения буддийских, древневосточных и древнегерманских легенд и мифов, в их числе — «Отречение Кира», «Смерть Иреджа», «Ананда и Прокрити», «Царевич», «Молот», «Метель» и др.
В своих поздних стихах Цертелев не избежал влияния декадентской поэзии.
Умер 15 (28) августа 1911 года в селе Липяги Тамбовской губернии.